# تكية ناوة
تكیة ناوة هي قرية في مقاطعة طالقان، إيران. عدد سكان هذه القرية هو 157 في سنة 2006.